# Agata Turkot
Agata Turkot (ur. 7 lutego 1993 w Warszawie) – polska aktorka teatralna i filmowa.

## Kariera
W 2018 roku została absolwentką Wydziału Aktorskiego Państwowej Wyższej Szkoły Filmowej, Telewizyjnej i Teatralnej im. Leona Schillera w Łodzi. 
Na szklanym ekranie zadebiutowała rolą kelnerki w serialu TVN Na noże (2016). W latach 2018–2022 wcielała się w jedną z głównych ról w serialu TVP1 Leśniczówka, a w 2019 roku zagrała główną rolę w serialu TVN Motyw. 
W serialu Piekło kobiet (2026) dla platformy HBO Max będzie wcielała się w rolę głównej bohaterki.

## Filmografia
| Rok       | Tytuł                   | Rola                                        | Uwagi        |
| --------- | ----------------------- | ------------------------------------------- | ------------ |
| 2016      | Na noże                 | kelnerka w restauracji „Bistro u Antoniego” | odc. 4–6     |
| 2017      | Soyer                   | Anna Gawron                                 |              |
| 2018–2022 | Leśniczówka             | Pola Majewska, córka Katarzyny i Krzysztofa |              |
| 2018      | Na dobre i na złe       | Elżbieta Wysocka, sąsiadka „Górala"         | odc. 706–709 |
| 2019      | Motyw                   | Anna „Czarna” Czarnecka w młodości          |              |
| 2020      | Archiwista              | Marika Stuchlik                             | odc. 1       |
| 2021      | Wesele                  | Lea                                         |              |
| 2021      | BrzydUla                | Natalia Kotowska                            |              |
| 2023      | Przysięga Ireny         | Clara                                       |              |
| 2023      | Informacja zwrotna      | Ewa Orszańska                               | odc. 3–5     |
| 2023      | Nieobojętni             | dziewczyna                                  | odc. 1       |
| 2023      | Poskromienie złośnicy 2 | Weronika                                    |              |
| 2025      | Skrzat. Nowy początek   |                                             |              |
| 2025      | Dom dobry               | Gośka                                       |              |
| 2026      | Piekło kobiet           |                                             |              |